# Tour Shalom Meir
La Tour Shalom Meir (en hébreu : מגדל שלום מאיר, Migdal Shalom Meir, souvent raccourci en מגדל שלום, Migdal Shalom) est une haute tour de bureaux de 33 étages et de 127 m de hauteur à Tel-Aviv, la première à avoir été édifiée en Israël. À l'époque de son achèvement en 1965, elle rivalisait avec les plus hauts bâtiments des villes européennes et était la plus haute du Moyen-Orient.
Cette tour abrite un centre commercial.